# Àngels Chacón
Maria Àngels Chacón Feixas (Igualada, Barcelona, 17 de julio de 1968) es una política española especialista en comercio internacional. Entre 2011 y 2017 fue concejala del Ayuntamiento de Igualada. De junio de 2017 a mayo de 2018 asumió la dirección general de Industria de la Generalidad de Cataluña. Y desde entonces hasta septiembre de 2020 fue consejera de Empresa y Conocimiento de la Generalidad. Entre mayo y agosto de 2022 fue la secretaria general del partido político Centrem.

## Trayectoria
Es licenciada en Derecho por la Universidad de Barcelona y se formó en Comercio Internacional. 
Desarrolló su trayectoria profesional inicial como directora de exportación de los mercados de Oriente Medio y Europa del Este en empresas del sector del papel. De 2008 a 2011 fue gerente de la Unión Empresarial de la Anoia (Barcelona).
En 2011 fue elegida concejala del ayuntamiento de Igualada inicialmente como independiente pero con la refundación de CDC se integró en el PDeCAT. Entre 2011 y 2015, ocupó el cargo de segunda teniente de alcalde de Igualada. Fue reelegida como concejala en 2015 siendo primera teniente de alcalde y concejala de Dinamización Económica y mánager del projecte 4DHealth. El 13 de junio de 2017 fue nombrada directora general de Industria de la Generalidad de Cataluña asumiendo la función de captación de inversión en Cataluña y diseñar y ejecutar políticas de fomento emprendimiento y desarrollo sectorial de las pimes y las microempresas. 
El 29 de mayo de 2018 fue elegida Consejera de Empresa y Conocimiento en el gobierno de Quim Torra, quien había designado para el cargo en un principio a Elsa Artadi, que al final asumirá la conselleria de Presidencia y será la portavoz del Gobierno de Cataluña. Mantiene el cargo hasta su relevo el 3 de septiembre de 2020.
El 2 de noviembre de 2020, tras un proceso de primarias, fue elegida cabeza de lista del PDeCAT para las elecciones al Parlamento de Cataluña de 2021.